# Albury
För andra betydelser, se Albury (olika betydelser).
Albury är en stad i delstaten New South Wales i Australien som ligger på norra sidan av Murray River. Staden har 47 694 invånare och bildar tillsammans med Wodonga som ligger på andra sidan floden ett storstadsområde med 102 974 invånare. Det gemensamma namnet på storstadsområdet är Albury-Wodonga. Den centrala stadsdelen i staden heter också Albury.

## Kommunikationer

### Järnväg
Staden betjänas av järnvägsstationen Albury Railway Station, som ligger på järnvägsbanan Main Southern Line. Stationen betjänas av tåg som körs av NSW Trainlink mellan Sydney och Melbourne, samt tåg som körs av V/Line mellan Albury och Melbourne.

### Väg
Staden är beläggen på landsvägen Hume Highway.

## Bildgalleri

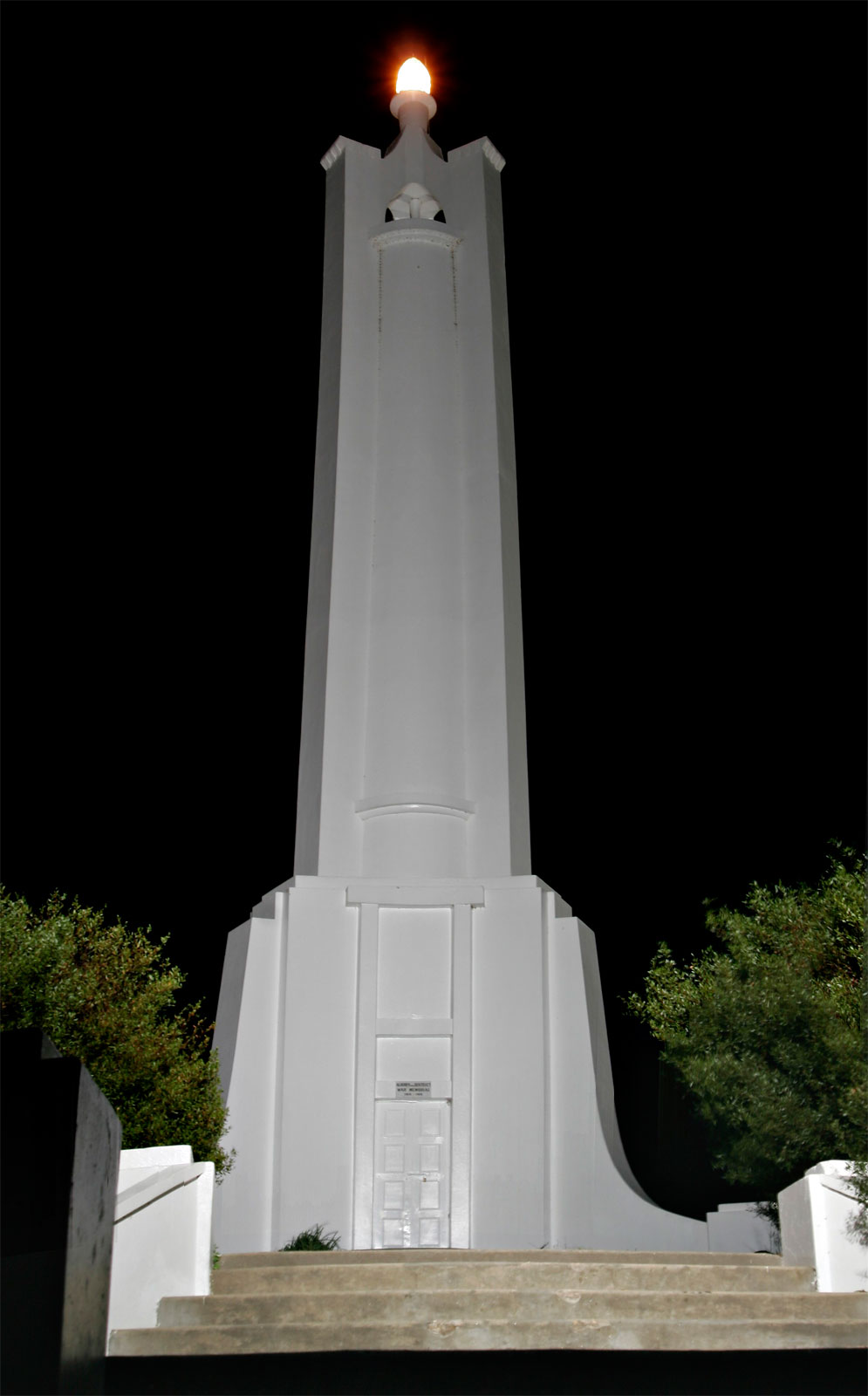
Krigsmonumentet i Albury